# Jérôme-Dominique Bourgeat
Pour les articles homonymes, voir Bourgeat.
Jérôme-Dominique Bourgeat , né le 29 septembre 1760 à Bernin (Dauphiné), mort le 30 janvier 1827 à Strasbourg (Bas-Rhin), est un général français de la Révolution et de l’Empire.

## Biographie
Pendant les années 1792 et 1793, il fait la guerre à l'armée du Rhin. Il se signale à la prise de Spire et de Mayence, et au combat d'Atrey le 30 mars 1792. Nommé lieutenant en second et lieutenant en premier les 1er juin et 26 juillet 1792, il passe avec le grade de capitaine en second, le 15 avril 1793, dans la 17e compagnie d'artillerie à cheval, qui fait alors partie de l'armée de Rhin-et-Moselle, et capitaine en premier dans le 1er régiment d'artillerie à cheval le 19 pluviôse an II. Le capitaine Bourgeat prend une part active aux batailles de Kaiserslautern, de Wissembourg, de Mayence 11 floréal, et au déblocus de Landau.
Pendant les campagnes d'Italie des ans IV et V, il se fait remarquer au combat de la Segua, à Castiglione, à Valeggio, aux batailles de La Brenta, de Caldiero, d'Arcole, et au combat de Judenburg.
Nommé chef d'escadron le 10 messidor an V, il fait, en qualité de chef d'état-major de l'artillerie, la campagne de l'an VI à l'armée d'Angleterre, et celle de l'an VII comme sous-directeur à l'armée du Rhin.
Chargé pendant les ans VIII et IX de la direction du grand parc d'artillerie de cette dernière armée, il s'acquitte de cette tâche avec une rare intelligence et un zèle infatigable. Le 10 vendémiaire an XI, le premier Consul le nomme colonel-directeur d'artillerie à La Rochelle, membre de la Légion d'honneur et officier de l'Ordre les 19 frimaire et 25 prairial an XII.
Sa conduite distinguée à l'armée gallo-batave en 1806 et à la Grande Armée pendant la campagne suivante, lui mérite le 28 août 1808, le brevet de général de brigade, et peu de temps après le titre de baron de l'Empire par lettres patentes du 9 mai 1811.
Envoyé à l'armée d'Espagne en 1809, il se signale encore en mars 1811, au siège de Badajoz, puis aux combats de Santa-Marta et de Vilalba, le 15 juin.
Il sert en Espagne jusqu'en 1812, époque a laquelle il passe de nouveau à la Grande Armée pour faire partie de l'expédition de Russie. Appelé au commandement supérieur de l'artillerie à Strasbourg, à la fin de 1813, il s'y trouve pendant toute la durée du siège de cette place en 1814. Le général Bourgeat est mis à la retraite le 12 août suivant. 
Il est mort le 30 janvier 1827. 
Les funérailles eurent lieu le 8 février 1827 en l'église catholique Saint Pierre-le-Jeune à Strasbourg. Il repose dans le cimetière de Sainte Hélène à Strasbourg.
Le nom du général Bourgeat fait partie des oubliés de l'Arc de triomphe.

## Portraits
- Urbain Basset, Buste du général Bourgeat, 1892, plâtre patiné. Coll. musée de Grenoble (MG IS 83-10).